# Jimmy McCracklin
Jimmy McCracklin est un pianiste et chanteur de blues américain né à Saint-Louis, Missouri, le 13 août 1921, et mort le 20 décembre 2012 à San Pablo.

## Discographie
- 1962 Jimmy McCracklin Sings (Chess)
- 1963 I Just Gotta Know (Imperial)
- 1963 My Rockin' Soul (Imperial)
- 1965 Every Night, Every Day (Imperial)
- 1965 Think (Imperial)
- 1966 My Answer (Imperial)
- 1966 New Soul of Jimmy McCracklin (Imperial)
- 1968 Let's Get Together (Minit)
- 1969 Stinger Man Soul-Blues (Minit)
- 1971 High on the Blues (Stax)
- 1972 Yesterday Is Gone (Stax)
- 1978 Rockin' Man (Stax)
- 1981 All His Bluesblasters (Ace)
- 1991 My Story (Rounder)
- 1992 The Mercury Recordings, Soul-Blues (Bear Family)